# Мангуби, Соломон Симович
Соломо́н Си́мович (Семён Семёнович) Мангу́би (6 (18) февраля 1870 — 25 января 1924, с. Сербский Падей) — русский офицер, полковник Скадовского отряда 23-й Одесской бригады Отдельного корпуса пограничной стражи, участник Гражданской войны.

## Биография
Родился в караимской семье потомственного почётного гражданина. В службу вступил в мае 1890 года рядовым на правах вольноопределяющегося. В 1894 году окончил по 2-му разряду Одесское пехотное юнкерское училище и был определён в Эстляндский 8-й пехотный полк со штаб-квартирой в Брест-Литовске. Исправлял должность делопроизводителя полкового суда. В 1894 году произведён в подпоручики, а в 1898 — в поручики. В 1901 году по собственному желанию был переведён в 29-ю Бакинскую бригаду Отдельного корпуса пограничной стражи. В 1907 году произведён в ротмистры. С 1909 по 1917 годы командовал Скадовским отрядом 23-й Одесской бригады ОКПС. Последнее воинское звание — полковник.
Во время Гражданской войны находился в рядах Вооружённых сил Юга России и Русской армии. В 1920 году эвакуировался из Крыма. Проживал в Югославии вместе с женой Марией Александровной (1886 — ?)
Умер 25 января 1924 года в селе Сербский Падей Королевства Югославия.